# 米塔山大坝
米塔山大坝（Mita Hills Dam）是赞比亚卡布韦附近的一座土石坝，也是一座水电站。大坝形成一个30公里长，3-5公里宽的湖泊。米塔山大坝与西南方的穆隆古希大坝相呼应。